# Swazi Express Airways
Swazi Express Airways was een luchtvaartmaatschappij uit Swaziland met haar thuisbasis in Matsapha.
Swazi Express stond op de zwarte lijst voor luchtvaartmaatschappijen van de Europese Unie.

## Geschiedenis
Swaz Express Airways is opgericht in 1995 onder de naam Stefen Air. Later werd de naam Swazi Express Airways ingevoerd. De maatschappij is in 2008 opgeheven. 

## Diensten
Swazi Express Airways voerde lijnvluchten uit naar: (juli 2007)
- Durban, Johannesburg, Matsapha, Vilankulo.

## Vloot
De vloot van Swazi Express Airways bestond uit:
- 1 Fairchild Metro III

De lijnvluchten werden ook uitgevoerd met een geleasede ATR42.